# Атакишиев, Али-Саттар Алескер оглы
Алисаттар Алескер оглы Атакишиев (азерб. Əlisəttar Ələsgər oğlu Atakişiyev, 25 декабря 1906, Баку, Российская империя — 7 ноября 1990, Москва, СССР) — азербайджанский и советский кинооператор, кинорежиссёр, заслуженный деятель искусств Азербайджанской ССР (1960).

## Биография
Алисаттар Атакишиев родился 25 декабря 1906 года в Баку. С детства увлекся рисованием, в 1927 году уехал в Москву, где поступил в Всесоюзное художественно-техническое училище. В 1930 году окончив училище, вернулся в Баку, устроился на киностудию художником-оформителем. Проработав всего год на этой работе, он решил поступить на операторский факультет Всесоюзного государственного института кинематографии. Окончив институт в 1936 году, Алисаттар Атакишиев остался в Москве, стал работать на «Мосфильме». В 1938 году приглашенный на Бакинскую киностудию режиссёр В. Турин пригласил А. Атакишиева быть оператором фильма «Бакинцы». В 1943 году Атакишиев работал оператором-постановщиком в фильме «Одна семья». В 1944 году было принято решение об экранизации музыкальной комедии Узеира Гаджибекова «Аршин Мал-Алан». Алисаттара Атакишиева и Мухтара Дадашева утвердили операторами-постановщиками картины. Фильм имел большой успех и обошёл киноэкраны всего мира. В 1947 году работает оператором-постановщиком в фильме «Фатали-хан». Этот фильм попал под запрет и лишь спустя 10 лет был выпущен на экраны во второй редакции. После этого были сняты документально-художественные фильмы «Советский Азербайджан», «Утренняя песня» (1950), «Очаги здоровья в Азербайджане» (1951), «Родному народу» (1954).
В 1956 году Гусейн Сеидзаде пригласил А. Атакишиева работать над экранизацией знаменитой музыкальной комедии Узеира Гаджибекова «Не та, так эта». Атакишиев был официально назначен не только главным оператором, но и художником по костюмам.
Совместно с режиссёром Тофиком Тагизаде был снят фильм «На дальних берегах», вышедший на экраны в 1958 году. В том же году он впервые выступил как режиссёр-постановщик в фильме «Тайна одной крепости», поставленному по сценарию М. Тахмасиба.
В 1961 году А. Атакишиев поставил фильм «Наша улица». В 1964 году снял фильм «Волшебный халат», ставший любимым для целого поколения детей 60-х.
В 1970 вышла в свет книга А. Атакишиева «Приключения Ибрагима», предназначенная для детей.
Умер 7 ноября 1990 года на 84-м году жизни в Москве. Похоронен на Кунцевском кладбище (5 уч.).

## Награды и звания
- орден Трудового Красного Знамени (09.06.1959)
- заслуженный деятель искусств Азербайджанской ССР (1960)
- Почётная грамота Президиума Верховного Совета Азербайджанской ССР (24.12.1986)